# Драгосавлевич, Марко
Ма́рко Драгоса́влевич (серб. Марко Драгосављевић / Marko Dragosavljević; 25 сентября 1994, Нови-Сад) — сербский гребец-байдарочник, выступает за сборную Сербии начиная с 2012 года. Участник первых Европейских игр в Баку, чемпион Средиземноморских игр в Мерсине, двукратный чемпион Европы, победитель и призёр многих регат национального значения.

## Биография
Марко Драгосавлевич родился 25 сентября 1994 года в городе Нови-Сад автономного края Воеводина, Югославия. Активно заниматься греблей начал с раннего детства, проходил подготовку в спортивном клубе «Зорка» в Шабаце.
Первого серьёзного успеха на международном уровне добился в сезоне 2012 года, выиграв золотую и серебряную медали на чемпионате Европы среди юниоров в Португалии. Год спустя вошёл в основной состав сербской национальной сборной и побывал на взрослом европейском первенстве в городе Монтемор-у-Велью, откуда привёз две награды серебряного достоинства, выигранные в зачёте одиночных байдарок на дистанции 200 метров и вместе с напарником Симо Болтичем в зачёте двухместных байдарок на дистанции 500 метров — в финале их опередил только немецкий экипаж будущих олимпийских чемпионов Макса Рендшмидта и Маркуса Гросса. Также в этом сезоне выступил на Средиземноморских играх в Мерсине и одержал здесь победу в одиночной двухсотметровой дисциплине.
В 2014 году Драгосавлевич выступил на чемпионате Европы в немецком Бранденбурге, где одолел всех своих соперников в одиночках на двухстах метрах и завоевал тем самым золотую медаль. Год спустя на европейском первенстве в чешском Рачице защитил чемпионский титул в программе байдарок-одиночек на двухстах метрах, а также в двойках на двухстах метрах получил бронзу на молодёжном чемпионате Европы в Брашове. Благодаря череде удачных выступлений удостоился права защищать честь страны на первых Европейских играх в Баку — в одиночках на дистанции 200 метров с третьего места квалифицировался на предварительном этапе, затем на стадии полуфиналов занял первое место, но в решающем финальном заезде был лишь четвёртым, немного не дотянув до призовых позиций.
После Европейских игр Марко Драгосавлевич остался в составе гребной команды Сербии и продолжил принимать участие в крупнейших международных регатах. Так, в 2016 году он выступил на молодёжном чемпионате Европы в болгарском Пловдиве, где стал серебряным призёром в программе байдарок-двоек на дистанции 1000 метров.